# Liste der Schiffe der United States Navy/V

## V
- USS V-1 (SS-163)
- USS V-2 (SS-164)
- USS V-3 (SS-165)
- USS V-4 (SS-166)
- USS V-5 (SS-167)
- USS V-6 (SS-168)
- USS V-7 (SS-169)
- USS V-8 (SS-170)
- USS V-9 (SS-171)
- USS V-43 (1915)

## Va
- USS Vaga (YT-116, YTB-374)
- USS Vagrant (PYc-30)
- USS Valcour (AGF-1)
- USS Valdez (FF-1096)
- USS Valeda (SP-592)
- USS Valencia (AKA-81)
- USS Valentine (AF-47)
- USS Valeria (AKA-48)
- USS Valiant (SP-535, PC-509)
- USS Vallejo (CL-112, CL-146)
- USS Valley City (1859)
- USS Valley Forge (CV-45, CG-50)
- USS Valor (AMc-108, AM-472)
- USS Valparaiso (1836)
- USS Valve (ARS-28)
- USS Vamarie (1933)
- USS Vammen (DE-644)
- USS Van Buren (1839, PF-42)
- USS Van Valkenburgh (DD-656)
- USS Van Voorhis (DE-1028)
- USS Vanadis (AKA-49)
- USS Vance (DER-387)
- USS Vancouver (LPD-2)
- USS Vandalia (1828, 1876, IX-191, PC-1175)
- USS Vandegrift (FFG-48)
- USS Vanderbilt (1857)
- USS Vanderburgh (APB-48)
- USS Vandivier (DER-540)
- USS Vanguard (AG-194)
- USS Vara (PC-509)
- USS Varian (DE-798)
- USS Varuna (1861, AGP-5)
- USS Vashon (YFB-19)
- USS Vaud J. (1907)

## Ve
- USS Vedette (1914, SP-163)
- USS Veendijk (Id. No. 2515)
- USS Vega (SP-734, AK-17, AF-59, AK-286)
- USS Vela (AK-89)
- USS Vella Gulf (CVE-111, CG-72)
- USS Velocipede (SP-1258)
- USS Velocity (1862, SP-446, AM-128)
- USS Venango (AKA-82)
- USS Vencedor (SP-699)
- USS Vendace (SS-430)
- USS Venetia (SP-431)
- USS Venetian Maid (SP-188)
- USS Vengeance (1779, 1805)
- USS Vent (ARS-29)
- USS Venture (SP-616, PC-826, MSO-496)
- USS Venus (AKA-135)
- USS Verbena (1864)
- USS Verdi (SP-979)
- USS Verdin (YMS-471)
- USS Vergana (SP-519)
- USS Veritas (AKA-50)
- USS Vermilion (AKA-107)
- USS Vermillion (ACV/CVE-52)
- USS Vermillion Bay (CVE-108)
- USS Vermont (1848, BB-20, SSN-792)
- USS Verna & Esther (SP-1187)
- USS Vernon County (LST-1161)
- USS Vesole (DD-878)
- USS Vesta (Id. No. 2506)
- USS Vestal (AR-4)
- USS Vester (SP-686)
- USS Vesuvius (1806, 1846, 1869, 1888, AE-15)

## Vi
- USS Viburnum (AN-57)
- USS Vicksburg (1863, PG-11, CL-86, CG-69)
- USS Victor (SP-1995, AMc-109)
- USS Victoria (1855, AO-46, AK-281)
- USS Victorine (SP-951)
- USS Victorious (AGOS-19)
- USS Victory (1863)
- USS Vidette (1907)
- USS Vidofner (SP-402)
- USS Vigil (YAGR-12/AGR-12)
- USS Vigilance (AM-324)
- USS Vigilant (1812, 1888, SP-406, WPC-154)
- USS Vigor (AMc-110, MSO-473)
- USS Viking (1883, SP-3314, ARS-1)
- USS Vileehi (IX-62)
- USS Villalobos (1896, IX-145)
- USS Vim (PG-99)
- USS Vincennes (1826, CA-44, CL-64, CG-49)
- USS Vincent (SP-3246)
- USS Vindicator (1864, AGOS-3)
- USS Vinton (AKA-83)
- USS Violet (1862, WAGL-250)
- USS Viper (1806, 1814, SS-10)
- USS Vireo (AM-52/AT-144, MSC-205)
- USS Virginia (1776, 1797, 1825, 1861, BB-13, SP-274, SP-746, SP-1965, CGN-38, SSN-774)
- USS Virginian (1904, 1919)
- USS Virgo (AKA-20)
- USS Vision (SP-744, SP-1114)
- USS Visitor (SP-2266)
- USS Vital (AM-129, MSO-474)
- USS Vitality (PG-100)
- USS Vitesse (SP-1192)
- USS Vittorio Emmanuele III (Id. No. 3095)
- USS Vivace (SP-583)
- USS Vixen (1803, 1813, 1846, 1861, 1869, PY-4, PG-53)

## Vo–Vu
- USS Voge (FF-1047)
- USS Vogelgesang (DD-862)
- USS Volador (IX-59, SS-490)
- USS Volans (AKS-9)
- USS Volunteer (Id. No. 3242, 1864)
- USS Von Steuben (ID-3017, SSBN-632)
- USS Voyager (SP-361)
- USS Vreeland (FF-1068)
- USS Vulcan (1898, 1909, AR-5)